# Tea and Sympathy
Tea and Sympathy é um filme americano lançado em 1956.